# Љубомир Ивановић
Љубомир Ивановић (Београд, 12/24. фебруар 1882 — Београд, 23. новембар 1945) је био српски сликар, графичар и академик.

## Живот и дело
Родитељи су му Андрија "мали" поштански чиновник и Софија, су се због очевог намештења често селили по држави. Основну школу је завршио у Нишу, где је започео први разред гимназије. Други разред гимназије похађао је у Врању, исти и трећи разред завршава у Београду. Последњи четврти разред гимназије завршио је приватно, после одлагања у Чачку. Мада му је цртање у београдској гимназији предавао Петар Убавкић, млади Ивановић је посећивао на позив, атеље Крстићев, где се формирао и усавршавао. Управо је за Ивановићево уметничко опредељење заслужан сликар Ђорђе Крстић, тада такође професор цртања у гимназији. Похађао је Љубомир затим "Српску цртачку и сликарску школу" у Београду, код професора Кирила Кутлика, затим Бете и Ристе Вукановић (1899—1905) године и студирао је на минхенској сликарској академији (1905—1909), и на приватној сликарској школи Антона Ажбеа. Те 1909. године је постављен Љуба за предавача цртања акта и главе на уметничкој школи у Београду.
Први пут је излагао као ученик 1904. године на првој Југословенској уметничкој изложби. Један је од оснивача Удружења ликовних уметника у Београду (1919) и био је члан уметничког удружења Лада.
Просветни савет Министарства образовања Краљевине Србије му је 1909. године признао стручност за наставника цртања у средњим школама. Предавао је у Краљевској уметничкој школи, а касније и на Академији ликовних уметности (данас је то Факултет ликовних уметности у Београду). Учествовао је на свим изложбама „Ладе“ и другим изложбама у Београду, а излагао је и у Великом салону у Паризу где је боравио на студијама. Специјализовао се за цртеж оловком и уживао је велику репутацију у Србији и у свету.
Сакупио је богату збирку предмета уметничког занатства која се данас чува у Музеју примењене уметности у Београду.
Био је ожењен Милицом, са којом је имао једну кћерку Љубицу, која му је под старост помагала као "секретар" и сина Милорада. Није имао сопствени атеље, већ је радио у једној малој соби изнајмљене куће. У тој просторији је било највише књига и украсних предмета које је скупљао. Тридесетих година 20. века предаје цртање у Првој мушкој гимназији и Мушкој учитељској школи у Београду. Пред Други светски рат се услед шлога, десном страном парализовао и почео повлачити из уметничког живота. Тада је град Београд уступио члановима "Ладе", плацеве да на њима подигну куће и атељее. Умро је у Београду 1945. године.
Одликован је Орденом витеза Легије части Републике Француске. Дописни члан САНУ је постао је 1922. године.

## Галерија
- Жена у ентеријеру, 1916.
- Зора Петровић, 1920.
- Глава, 1920-1922
- Мотив из јужне Србије, 1936.
- Бела Црква, 1937.
- Љуба Ивановић: Унутрашњост манастирске цркве, 1938.
- Љуба Ивановић: Старе куће, 1938.
- Портрет младог мушкарца, 1940.
- Љуба Ивановић: Три фигуре-цртеж
- Љуба Ивановић: Портал Љубостиње-цртеж
- Љуба Ивановић: Дрво-графика
- Соко Бања
- Попрсје жене са шеширом
- Охрид (1937), Народни музеј Краљево
- Кровови Париза, Легат Дејана Медаковића, Музеј града Београда